# La Frontera (Kasztília-La Mancha)
La Frontera egy község Spanyolországban, Cuenca tartományban. La Frontera Albalate de las Nogueras, Cañamares, Fuertescusa, Fresneda de la Sierra és Sotorribas községekkel határos. Lakosainak száma 148 fő (2024).

## Népesség
A település népessége az utóbbi években az alábbiak szerint változott:
| Lakosok száma | 208  | 207  | 190  | 178  | 185  | 180  | 158  | 155  | 143  | 148  |
|               | 2001 | 2004 | 2006 | 2009 | 2011 | 2014 | 2016 | 2019 | 2021 | 2024 |